# Mandole ténor/alto
 (janvier 2025).
La mandole est un instrument à quatre cordes doublées de la famille de la mandoline. Il y en a de deux sortes ;
- la mandole alto, qui est la grande sœur directe de la mandoline, est accordée une quinte en dessous de celle-ci, en Do-Sol-Ré-La comme l'alto ;
- la mandole d’octave ou ténor (en anglais américain « octave mandolin » et « octave mandola » en anglais britannique[1]) qui est accordée une octave au-dessous de la mandoline, en Sol-Ré-La-Mi.

La mandole est l’ancêtre de la mandoline, le nom de cette dernière signifiant en italien « petite mandole ». On pense que le nom mandola vient de son ancêtre la pandoura, dont le nom aurait être transcrit en mandora puis mandola en italien. Cet instrument qui s’inspira du luth dans un premier temps, devint par la suite plus compact et plus économique à fabriquer, mais ses différents stades de développement sont difficiles à déterminer, les plans étant difficiles à trouver. L’instrument était connu aussi sous les noms de mandore, pandurina, bandurina. Au XVIe siècle en Allemagne, l’instrument fut développé avec un corps de guitare sous le nom de quinterne ou cistre.

## Lutherie
La longueur vibrante (ou diapason) de la mandoline se situe entre 350 et 370 mm, celle de la mandole alto entre 430 et 480 mm, et celle de la mandole ténor entre 530 et 580 mm. La différence entre la mandole ténor et le bouzouki irlandais tient aux manche et diapason légèrement plus courts de ce dernier.

## Jeu
Le jeu sur la mandole alto et les petites mandoles ténor est exactement le même que sur la mandoline. Par contre, les grandes mandoles ténor nécessitent une utilisation plus importante de l’auriculaire, l’espacement entre les frettes étant plus important.